# Elaphoglossum hayesii
Elaphoglossum hayesii là một loài thực vật có mạch trong họ Lomariopsidaceae. Loài này được (Mett. ex Kuhn) Maxon mô tả khoa học đầu tiên năm 1933.